# Autaugaville, Alabama
Autaugaville là một thị trấn thuộc quận Autauga, tiểu bang Alabama, Hoa Kỳ. Dân số năm 2009 là 877 người, mật độ đạt 44 người/km².